# Amenorrhoe
Das Ausbleiben der Menstruation wird als Amenorrhoe bzw. neuer Amenorrhö (von altgr. ἀ- a- „un-“, „ohne“, μήν mēn „Monat“ und ῥοή rhoḗ „Fluss (Fließen)“ von ῥέω rhéo „ich fließe“) oder Cessatio mensium bezeichnet und ist eine der am häufigsten auftretenden Störungen der menstruellen Regelblutung. Das Ausbleiben der Menstruation während Kindheit, Schwangerschaft, Stillen und Postmenopause ist natürlich, weshalb in diesen Fällen von einer physiologischen Amenorrhoe gesprochen wird. Unterschieden wird zwischen primärer und sekundärer Amenorrhoe.

## Einteilung
primäre AmenorrhoeNach Vollendung des sechzehnten Lebensjahres ist noch keine Menstruation aufgetreten.
sekundäre AmenorrhoeDie Menstruation ist für mehr als 3 Monate bei zuvor stattgehabter Menstruation ausgeblieben ohne dass eine Schwangerschaft vorliegt.
physiologische AmenorrhoeEin Ausbleiben der Menstruation noch vor der ersten Menstruation, nach der letzten Menstruation sowie in Schwangerschaft und Stillzeit ist normal.

## Ursachen
Bei der primären Amenorrhoe ist zunächst an Varianten der Geschlechtsentwicklung wie Swyer-Syndrom, komplette Androgenresistenz, Mayer-Rokitansky-Küster-Hauser-Syndrom, Hymenalatresie oder Turner-Syndrom zu denken; es kommen aber auch alle Erkrankungen in Frage, die typischerweise eine sekundäre Amenorrhoe verursachen, falls diese schon vor der ersten Menstruation auftreten.
Die sekundäre Amenorrhoe ist zum größten Teil durch eine hormonelle Unterfunktion der Eierstöcke bedingt. Als psychische Ursache kommt z. B. eine Organneurose im Rahmen einer Anorexia nervosa kombiniert mit Obstipation infrage.
Hierbei kann die Ursache in den Eierstöcken selbst liegen (primäre Ovarialinsuffizienz), oder weitaus häufiger in übergeordneten Zentren zu suchen sein. In letzterem Fall wird weiter unterschieden zwischen hyperandrogenämischen Erkrankungen wie dem PCO-Syndrom, hyperprolaktinämischen Ursachen wie Prolaktinom, oder Stillen sowie hypothalamischen Ursachen wie psychischer Stress, Mangelernährung und Leistungssport.
Medikamente wie Hormonpräparate, einige Psychopharmaka und Blutdruckmittel können (teils gewünschterweise) eine sekundäre Amenorrhoe verursachen.
Eine Sonderform der sekundären Amenorrhoe ist die sogenannte Post-Pill-Amenorrhoe, bei der nach dem Absetzen der Antibabypille die Menstruation erst nach drei oder mehr Monaten wieder einsetzt. Dieses Phänomen tritt mit einer Häufigkeit von bis zu 2 % auf und ist auf eine zentralnervöse Fehlsteuerung und auf die Hormonumstellung im Körper der Frau zurückzuführen.

## Behandlung
Die Behandlung dieser Zyklusstörung richtet sich nach der Ursache der Amenorrhoe und muss somit individuell abgestimmt werden. Der Therapie müssen nach Ausschluss einer Schwangerschaft mittels eines Schwangerschaftstests gründliche Untersuchungen (z. B. Hormonstatus) und ein umfassendes Anamnesegespräch vorausgehen, um den Grund für das Ausbleiben der Monatsblutung zu finden. Bei einer Hormonstörung als Ursache kann eine entsprechende hormonelle Therapie Erfolg bringen, Organfunktionsstörungen können teils operativ behoben werden. Ist die Amenorrhoe auf psychische Belastungen zurückzuführen, kann in schweren Fällen eine Psychotherapie das Mittel der Wahl sein.